# オーエン・ハート
オーエン・ハート（Owen Hart、1965年5月7日 - 1999年5月23日）は、カナダ・アルバータ州カルガリー出身のプロレスラー。
プロレスの名門ハート・ファミリーの出身で、父はスチュ・ハート。12人兄弟の末っ子で、兄にブレット・ハートなどがいる。

## 来歴
ハイスクール時代からカルガリー大学を通してレスリングで活動し、1986年4月に父のスチュ・ハートが主宰していたスタンピード・レスリングにて正式にプロデビュー。1987年8月には新日本プロレスに初来日。以降、馳浩や山田恵一らと好勝負を繰り広げ、1988年5月27日には馳を破りIWGPジュニアヘビー級王座を獲得、6月24日に越中詩郎に敗れるまで戴冠した。

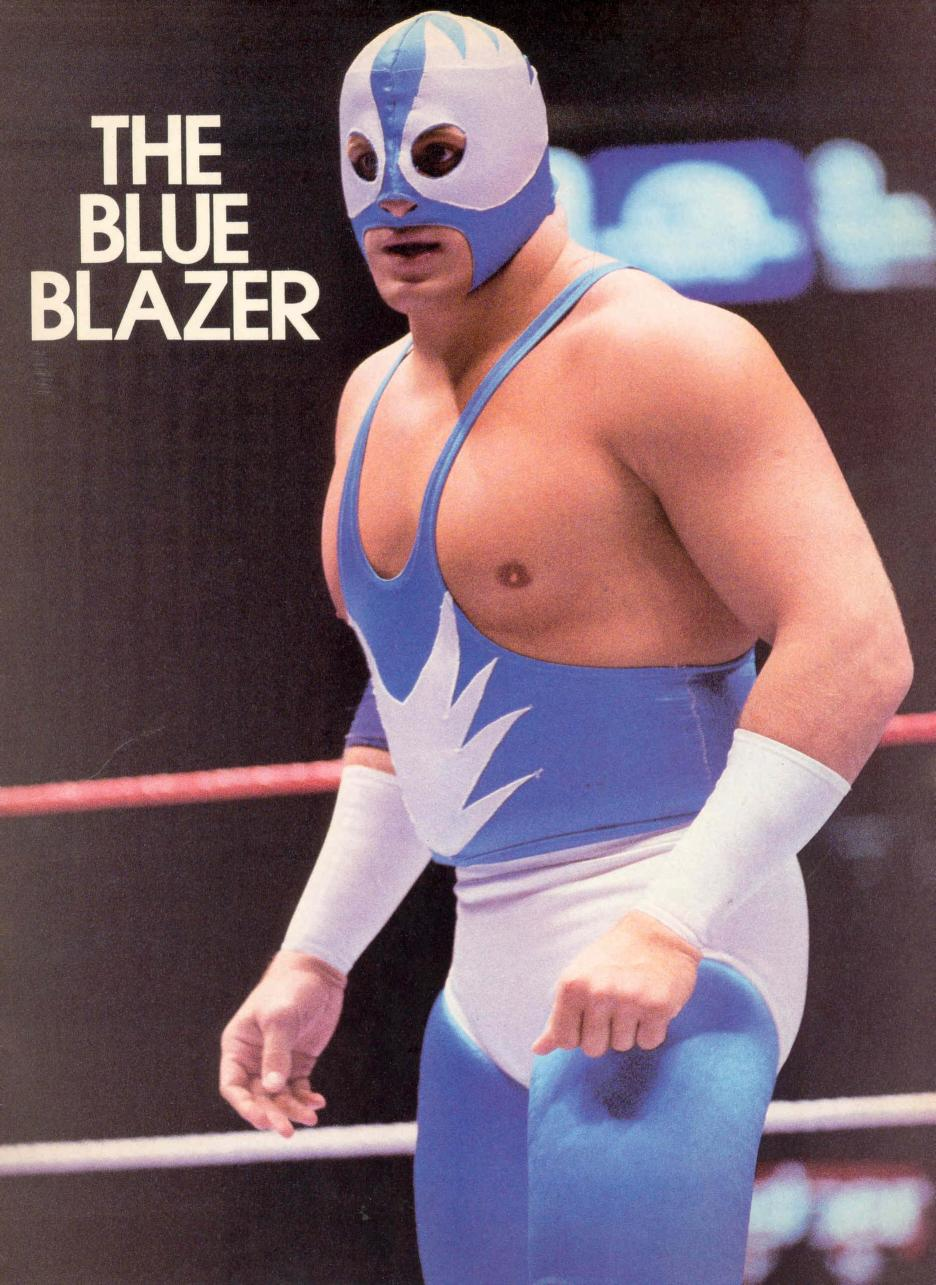
ブルー・ブレイザー（1989年）

1988年下期よりWWF（現：WWE）に参戦。ブルー・ブレイザー（The Blue Blazer）なる、鳥をモチーフとしたスーパーヒーローのギミックを与えられ、マスクマンに扮しての登場であった。当時のWWFのメインターゲットだった子供ファン向けのベビーフェイスとして、マイク・シャープ、ロン・バス、ニコライ・ボルコフ、ボリス・ズーコフなど体格差のある巨漢ヒールから勝利を収め、1989年4月2日のレッスルマニアVではミスター・パーフェクトと対戦している。
1989年下期よりWWFを一旦離れてスタンピード・レスリングに戻り、前年末にWWFを離脱していたダイナマイト・キッドやジョニー・スミスと対戦。同年8月からは新日本プロレスへの継続参戦も再開させ、1990年1月にはIWGPジュニアヘビー級王座挑戦者決定リーグ戦において、獣神サンダー・ライガー、ブラック・タイガー、ヒロ斎藤らと対戦。1991年4月開催のトップ・オブ・ザ・スーパー・ジュニアでは保永昇男、ペガサス・キッド、フライング・スコーピオ、デイブ・フィンレイとも対戦した。新日本プロレスと提携していたメキシコのLLIやヨーロッパのCWAにも遠征しており、ブルー・ブレイザーのギミックで参戦したLLIでは、1991年5月19日にカネックとの覆面剥ぎマッチが行われた。
1991年11月、素顔の "ザ・ロケット" オーエン・ハート（"The Rocket" Owen Hart）としてWWFに再登場。以降、1990年代全般に渡ってWWFに定着し、初期はブルー・ブレイザー時代と同様のベビーフェイスとして、義兄のジム・ナイドハートとのニュー・ファウンデーション（The New Foundation）、ココ・B・ウェアと組んでのハイ・エナジー（High Energy）など、主にタッグマッチ戦線で活動した。1993年12月24日には、兄のキース、ブルース、ブレット・ハートと共に「ハート4兄弟」としてサバイバー・シリーズに出場。しかし、この大会での同士討ちがもとで、ブレットとの間に不協和音が生じる。
翌1994年1月22日のロイヤルランブルでは、ブレットと組んでザ・ケベッカーズ（ジャック&ピエール）と対戦したが、膝を負傷したブレットがレフェリーストップ負けを喫したことに腹を立て、ブレットを攻撃してヒールに転向。同年6月19日にメリーランド州ボルティモアで開催されたキング・オブ・ザ・リングでは、準々決勝でタタンカ、準決勝で1-2-3キッド、決勝でレイザー・ラモンを破って優勝を果たす。以降、キング・オブ・ハーツ（The King of Harts）を自称し、ブレットとの兄弟抗争を繰り広げた。

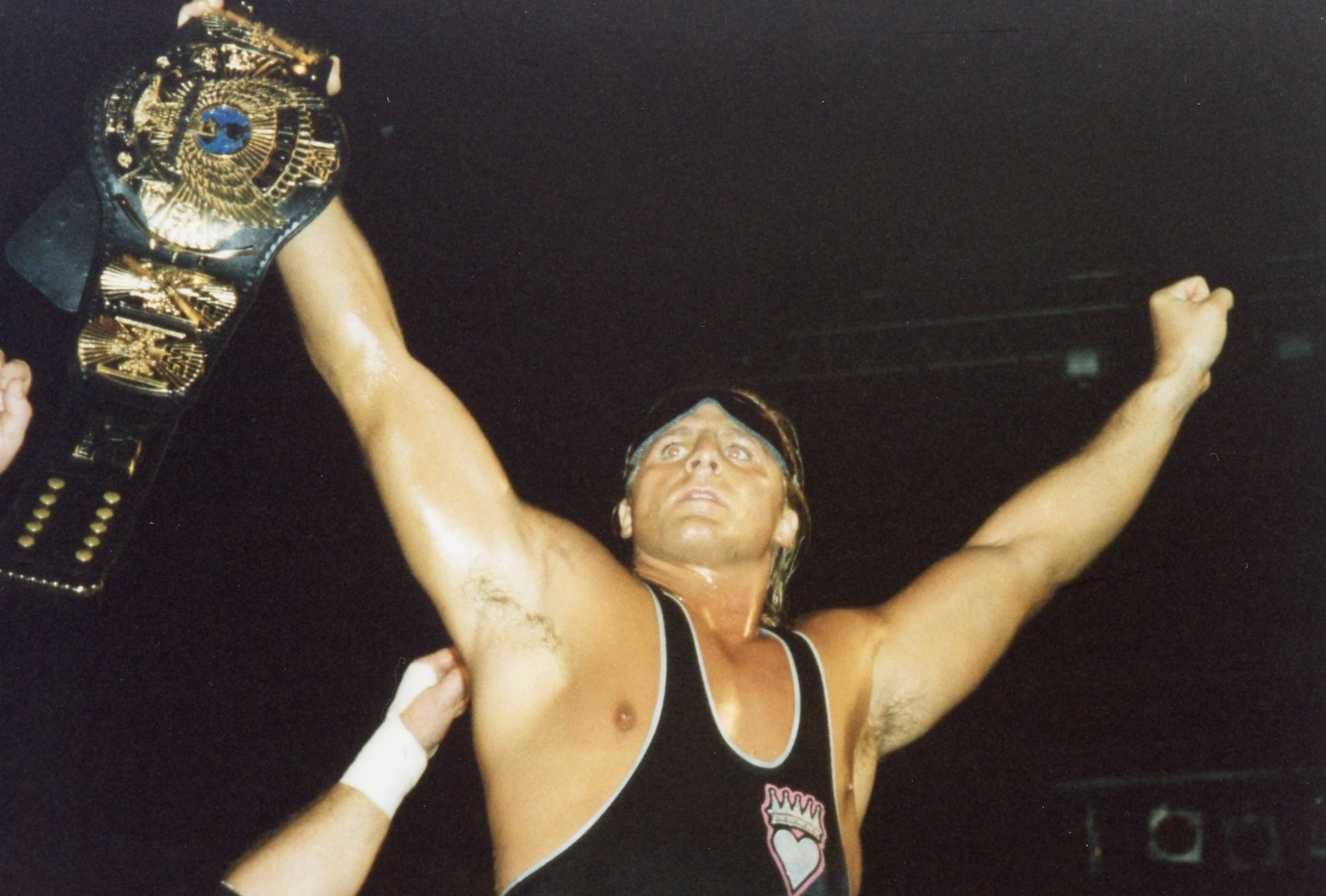
ヒールターン後のオーエン

1995年から1996年にかけてはヨコズナやブリティッシュ・ブルドッグをパートナーに、スモーキン・ガンズ（ビリー・ガン&バート・ガン）やショーン・マイケルズ&ディーゼルなどのチームを破り、WWF世界タッグ王座を再三獲得。1997年4月28日にはネブラスカ州オマハにて、ロッキー・メイビアからインターコンチネンタル・ヘビー級王座を奪取した。
ラモンやディーゼルなどの主力レスラーが次々とWCWに引き抜かれ、WWFが倒産寸前まで追い込まれた時期は、ブレットやマイケルズ、ストーン・コールド・スティーブ・オースチン、ジ・アンダーテイカーらと共に団体を支えた。ブレットのヒールターン後はハート・ファウンデーションの一員となったが、モントリオール事件以降もWWFに残留。WWFがアティテュード路線に入った1998年にはハンター・ハースト・ヘルムスリーとヨーロピアン王座を争い、ブラック・ハート（The Black Hart）を名乗ってザ・ロック率いるネーション・オブ・ドミネーションにも一時加入。その後はジェフ・ジャレットとのタッグチームで活躍した。
1999年に入り、WWFデビュー時のギミックであるブルー・ブレイザーをヒール・バージョンで復活させた。同年5月23日、ミズーリ州カンザスシティで開催されたPPV "オーバー・ジ・エッジ" において、天井から吊るされての入場中にワイヤーが外れて転落、胸部からロープに激突してマット上に叩きつけられた。この事故により同日死去したが、事実上の即死であった。
事故の翌日に放映されたRAWは、オーエンを追悼する内容となり（"Raw is Owen" として放送）、多くのレスラーが弔意を示した。しかし、兄のブレットはビンス・マクマホンを責め、事故後もPPV収録を継続したことに対しての批判も集まった。

## 得意技
- シャープシューター
- ジャーマン・スープレックス
- リバース・パイルドライバー
- 延髄斬り
- ミサイルキック

## 獲得タイトル
ワールド・レスリング・フェデレーション
- WWFインターコンチネンタル王座 : 2回[20][24]
- WWFヨーロピアン王座 : 1回[21][25]
- WWF世界タッグ王座 : 3回（w / ヨコズナ、ブリティッシュ・ブルドッグ、ジェフ・ジャレット）[19][26]
- キング・オブ・ザ・リング 優勝：1994年[16]

ユナイテッド・ステーツ・レスリング・アソシエーション
- USWA統一世界ヘビー級王座 : 1回[27]

スタンピード・レスリング
- 英連邦ミッドヘビー級王座 : 1回[28]

新日本プロレス
- IWGPジュニアヘビー級王座 : 1回（第6代）[3]